# Coralie Clément
Coralie Clément (Villefranche-sur-Saône, 1º settembre 1978) è una cantante francese.

## Biografia
Sorella del musicista Benjamin Biolay, ha debuttato come cantante del 2001 pubblicando il disco Salle des pas perdus, uscito per l'etichetta discografica Capitol. Dall'album è stato estratto il singolo L'ombre et la lumière, per il quale è stato prodotto un video trasmesso anche in Italia nelle reti televisive All Music, MTV e Radio Monte Carlo.
Un secondo album, Bye Bye beauté, è uscito nel 2005 sempre per la Capitol e ha riscosso un discreto successo sia in Francia che in Belgio. Nel 2008 è uscito invece il suo terzo album Toystore, anche questo di discreto successo nei medesimi paesi e dal quale è stato estratto il singolo C'est la vie.

## Discografia

### Album
- 2001 - Salle des pas perdus
- 2005 - Bye bye beauté
- 2008 - Toystore
- 2013 - Iris a 3 ans (Audio libro per bambini, pubblicato come Coralie Biolay con i disegni di Gesa Hansen
- 2014 - La belle Affaire